# 110 mètres haies aux Jeux olympiques d'été de 1992
Navigation
Séoul 1988 Atlanta 1996
L'épreuve du 110 mètres haies aux Jeux olympiques de 1992 s'est déroulée les 2 et 3 août 1992 au Stade olympique de Montjuic de Barcelone, en Espagne. Elle est remportée par le Canadien Mark McKoy.

## Résultats

### Finale
| Rang               | Athlète             | Pays        | Temps   |
| ------------------ | ------------------- | ----------- | ------- |
| Médaille d'or      | Mark McKoy          | Canada      | 13 s 12 |
| Médaille d'argent  | Tony Dees           | États-Unis  | 13 s 24 |
| Médaille de bronze | Jack Pierce         | États-Unis  | 13 s 26 |
| 4                  | Tony Jarrett        | Royaume-Uni | 13 s 26 |
| 5                  | Florian Schwarthoff | Allemagne   | 13 s 29 |
| 6                  | Emilio Valle        | Cuba        | 13 s 41 |
| 7                  | Colin Jackson       | Royaume-Uni | 13 s 46 |
| 8                  | Hughie Teape        | Royaume-Uni | 14 s 00 |

## Légende
Records et Performances
- AR : Record continental (area record)
- CR : Record des championnats (championship record)
- MR : Record du meeting (meet record)
- NR : Record national (national record)
- OR : Record olympique (olympic record)
- PR : Record paralympique (paralympic record)
- PB : Record personnel (personal best)
- SB : Meilleure performance personnelle de la saison (season's best)
- WL : Meilleure performance mondiale de l'année (world leader)
- WJR : Record du monde junior (world junior record)
- WR : Record du monde (world record)

Circonstances et Conditions
- DNF : N'a pas terminé (did not finish)
- DNS : N'a pas pris le départ (did not start)
- DQ : Disqualification (disqualification)
- NM : Aucun essai valable enregistré (No Mark)
- Q : Qualifié « directement » au prochain tour (ou à la prochaine compétition), lors d'une compétition majeure, grâce au classement ou à la réalisation des minima (automatic qualifier)
- q : Qualifié au prochain tour (ou à la prochaine compétition), lors d'une compétition majeure, grâce au repêchage ou à la réalisation de l'une des meilleures performances parmi celles des « non qualifiés directement » (grâce au meilleur temps ou à la meilleure distance par exemple) (secondary qualifier)